# 외톨이 (영화)
외톨이는 2008년 9월 18일에 개봉한 대한민국의 공포 영화다.

## 출연배우

### 주연
- 고은아 - 정수나 역
- 채민서 - 최윤미 역
- 정유석 - 정세진 역

### 조연
- 정영숙
- 임대호
- 이다인 - 이하정 역
- 이연수 - 한송이 역
- 이은 - 이은희 역
- 정다혜
- 송채윤 - 김미정 역